# Urge (dokumentarfilm)
|  | Denne artikel er oprettet af botten Steenthbot ud fra en ekstern database. Den kan derfor have sproglige fejl eller mangler. Denne skabelon kan fjernes efter kontrol af indholdet. |

Urge er en dansk dokumentarfilm fra 2004 instrueret af Ulrik Wivel.

## Handling
Fire dansere - et rum. Denne film er dans for kamera i ren og subtil form. To klassiske og to moderne dansere optræder i en rytme, der skabes et sted mellem bevægelse, musik, billedkomposition og klip.